# Bob Hawke
Robert James Lee "Bob" Hawke (født 9. december 1929 i Bordertown, South Australia, død 16. maj 2019) er en australsk politiker og fagforeningsleder, der var landets premierminister fra 11. marts 1983 til 20. december 1991, valgt for Australian Labor Party.
Hawke voksede op i Perth og blev bachelor i jura og økonomi fra University of Western Australia. Senere tog han endnu en bacheloruddannelse fra University of Oxford. Han har desuden en doktorgrad fra Australian National University.
Han var fra 1969 til 1979 leder af Australian Council of Trade Unions. Selv om han havde været medlem af Labor siden 1947, blev han først folkevalgt i 1980, da han blev valgt til Repræsentanternes Hus for Wills, Victoria. Her gjorde han lynkarriere; allerede i 1983 blev han premierminister. Han blev genvalgt i 1984, 1987 og 1990, hvilket gør ham til den længst siddende premierminister fra Labor samt den, der nød størst opbakning blandt vælgerne. Han er Australiens tredjelængst siddende premierminister.